# Draconis
Draconis (voorheen De Draak) is een aangedreven achtbaan in Plopsaland Belgium. De attractie opende op 4 maart 2004 en werd aan het begin van seizoen 2025 hernoemd, ongeveer gelijktijdig met de herthematisering van het Kasteelplein naar een Nachtwacht-zone, waar het station in is gelegen.

## Beschrijving
De achtbaan heeft één trein, die bestaat uit tien wagons. Van deze tien hebben er negen 2 x 2 plaatsen. De voorste wagon heeft slechts één rij van 2 plaatsen, aangezien de voorste twee plaatsen worden ingenomen door een standbeeld van een draak. Dit brengt het totaal aantal plaatsen op 38. Elke plaats heeft een eigen heupbeugel.
Het parcours bestaat uit drie helices en bevindt zich grotendeels aan de overkant van Schemermeer, boven de DinoSplash. De achtbaantrein rijdt aan het begin en einde van het parcours over de wandelpaden die naar Schemermeer leiden.

## Trivia
- Bij de bouw was de attractie de duurste aankoop van het park sinds de overname door Studio 100.
- De videoclip van 'Jan zonder vrees' van Spring is opgenomen in de wachtrij van De Draak en andere plaatsen op het Kasteelplein.

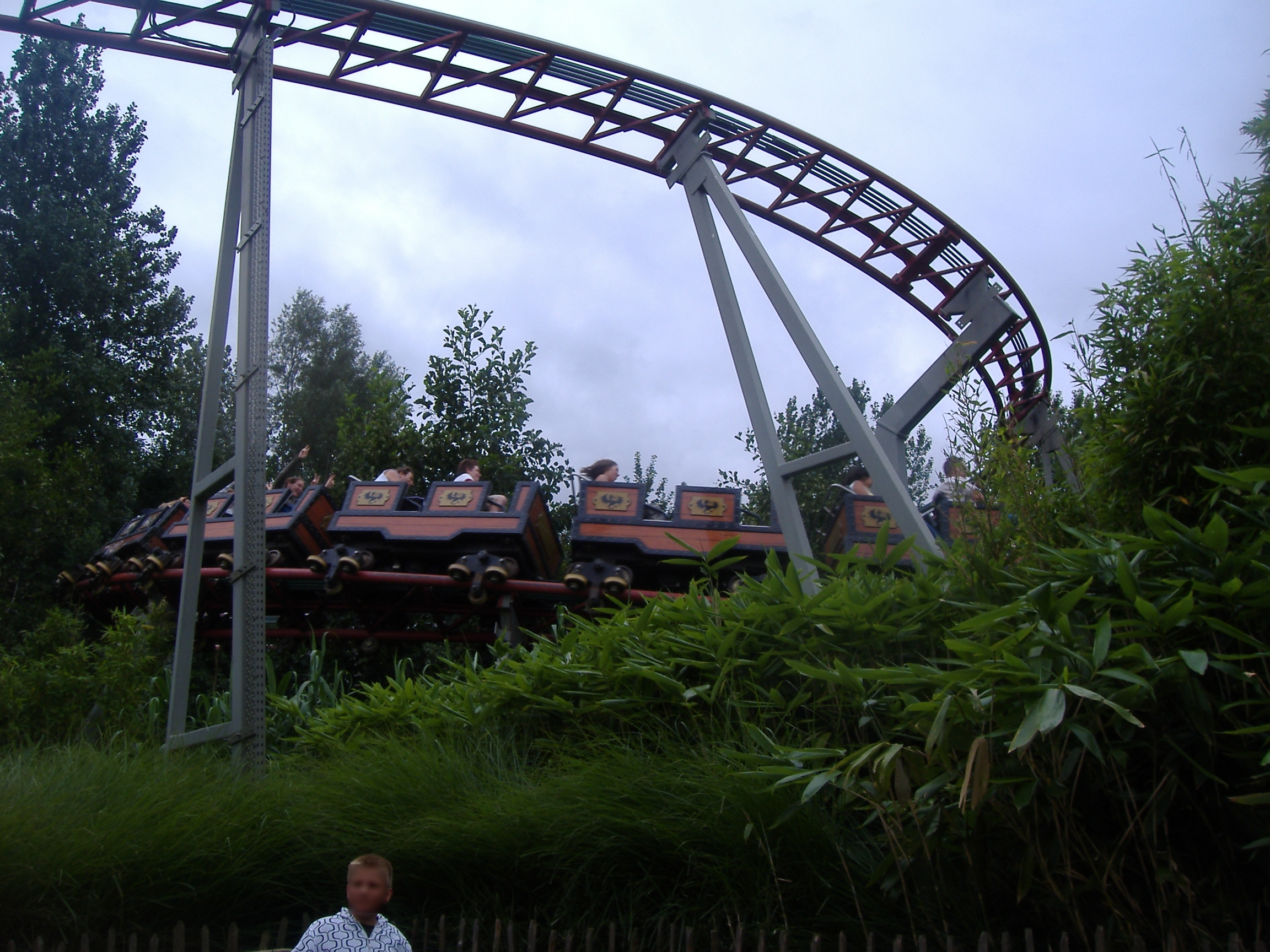
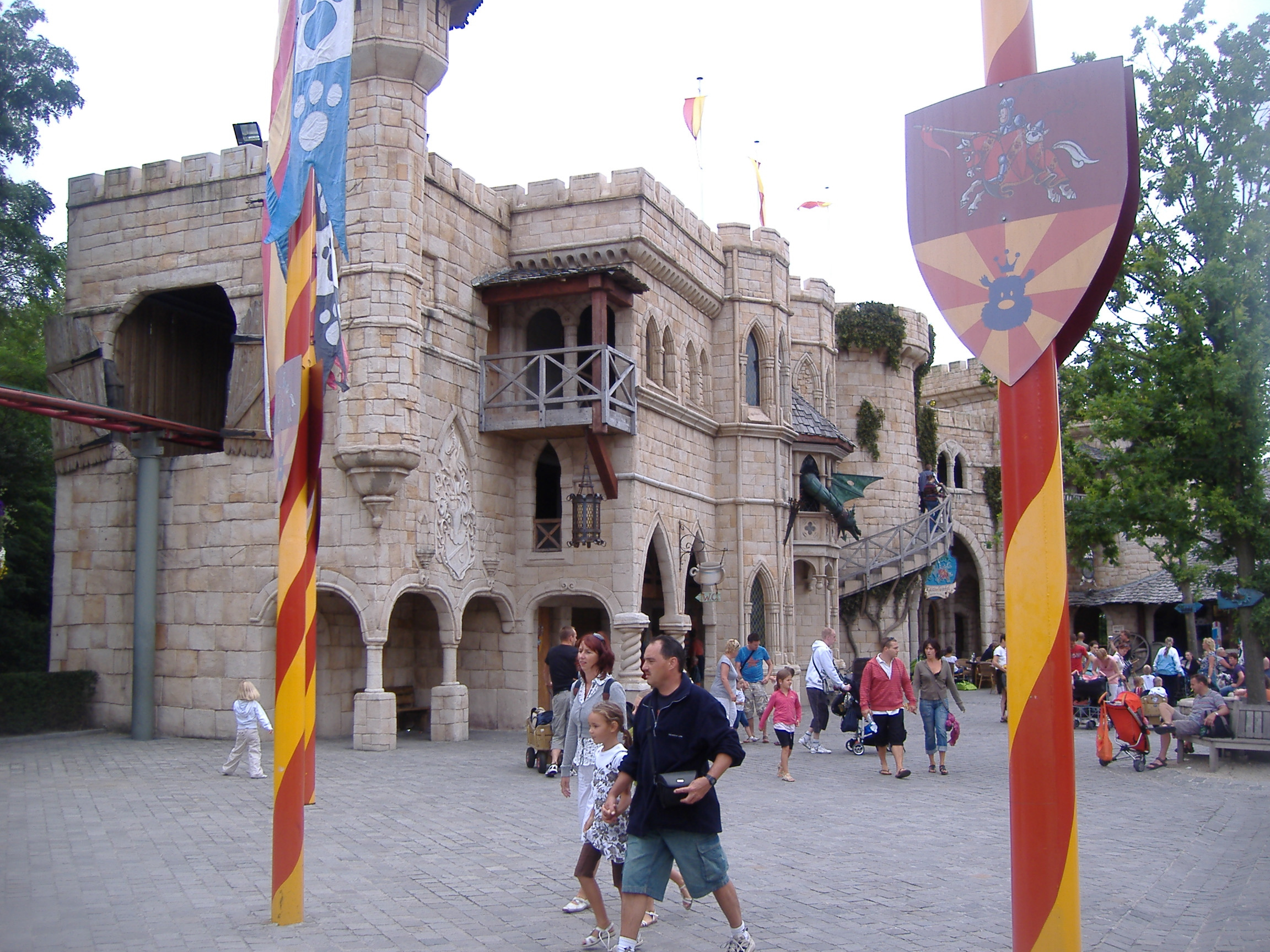
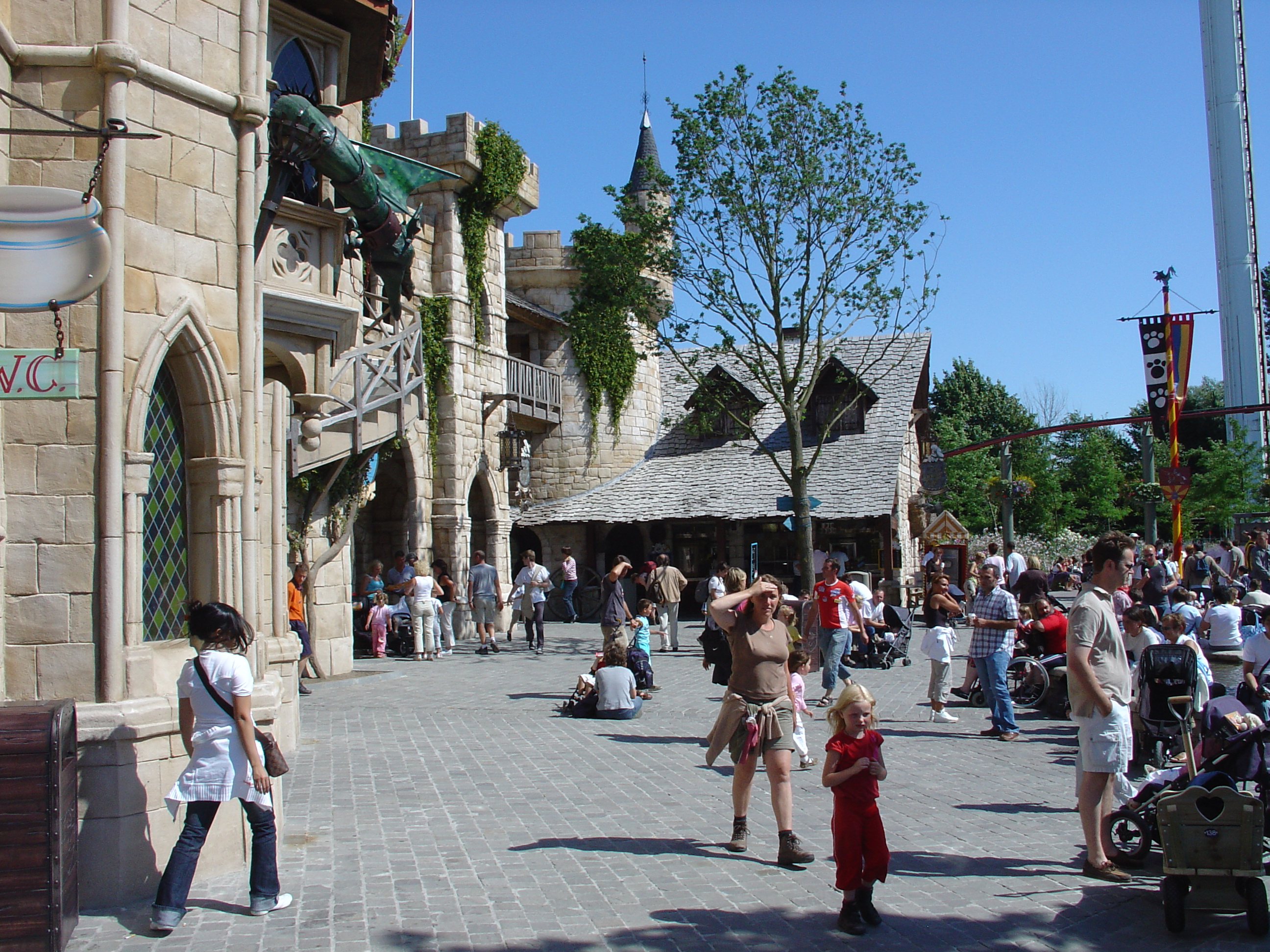
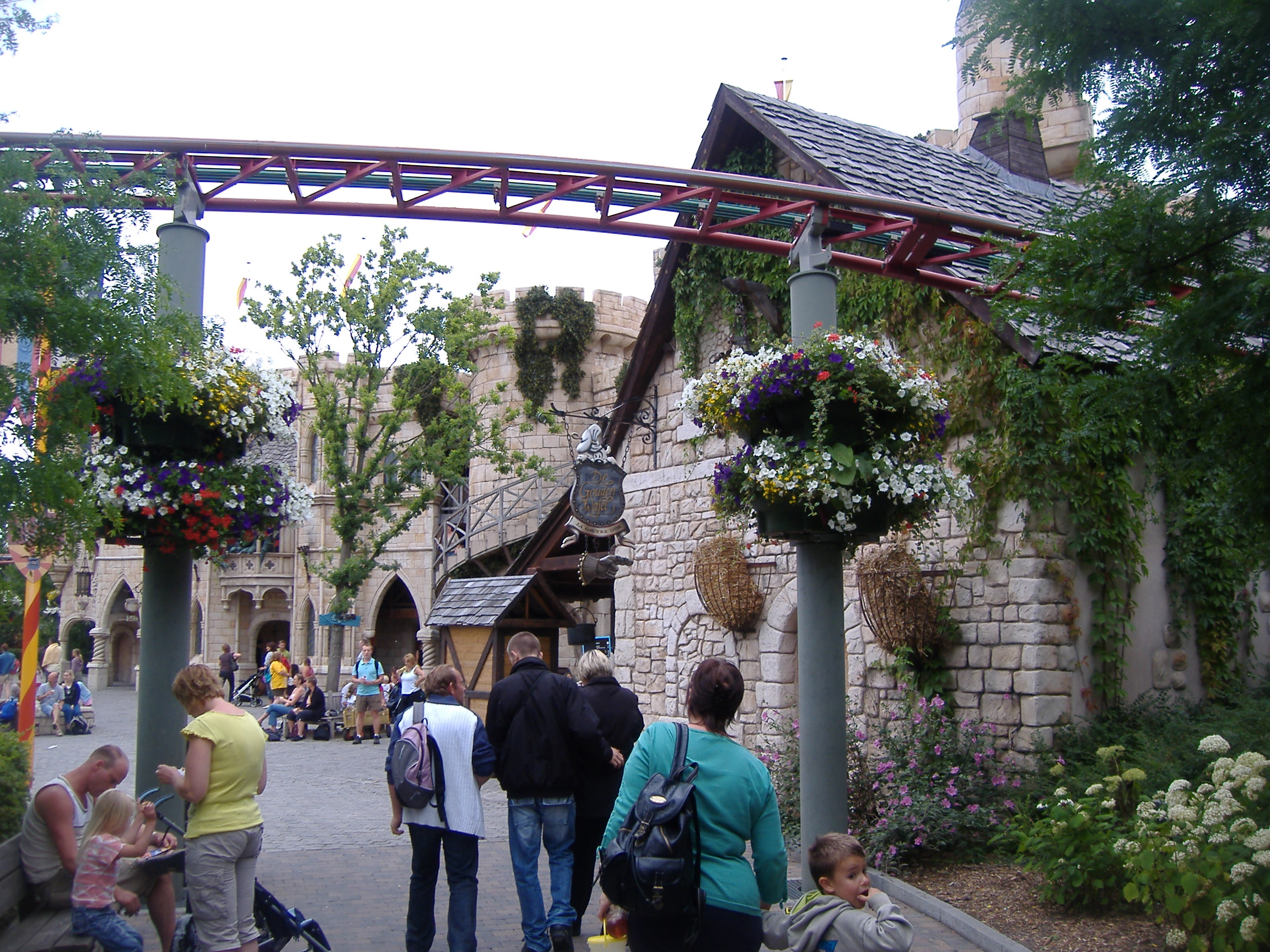

Afbeeldingen